# Fondazione MIA
(Prima concessione d'indulgenza-Archivio della Fondazione MIA)
La Congregazione della Misericordia Maggiore (dal 2004 ha assunto la forma giuridica di Fondazione MIA) è una fondazione di stampo cattolico, senza fine di lucro, con sede nella città di Bergamo e che opera negli ambiti caritativo, assistenziale e culturale.

## Storia

### Le origini

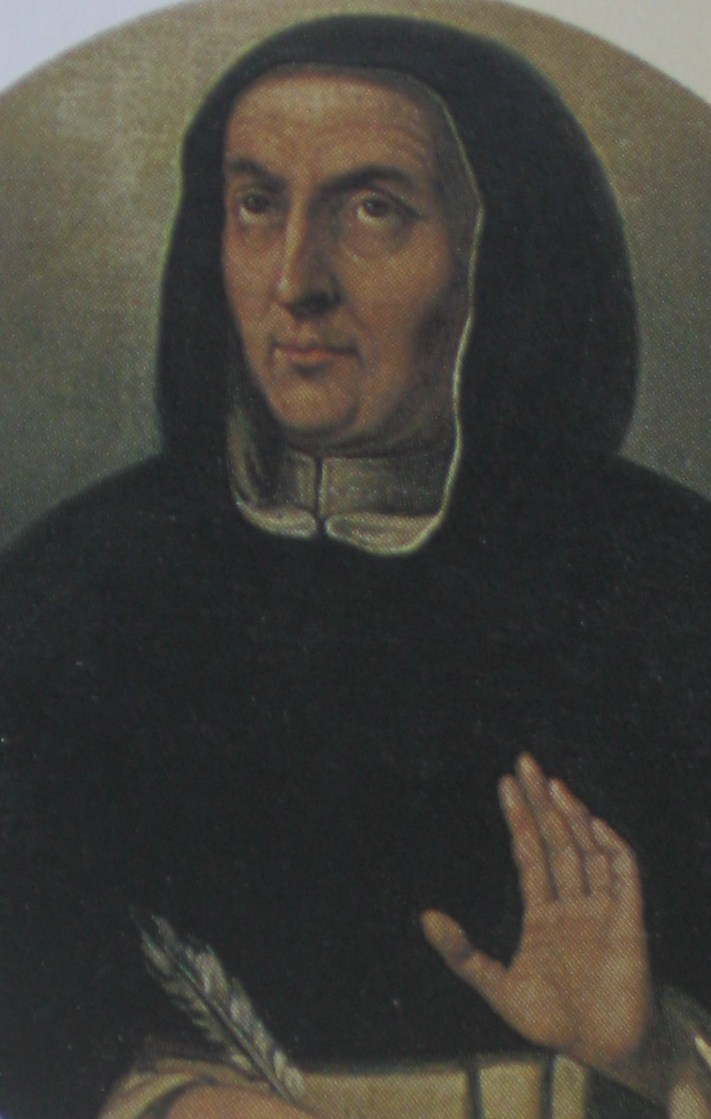
Il fondatore Pinamonte da Brembate

Nel Medioevo il termine misericordia aveva un significato molto importante, era inteso come l'unione di due ideali che erano la misericordia e la giustizia a cui bisognava ispirarsi. I due concetti venivano pure citati sui muri delle abitazioni quali monito di virtù a cui ispirarsi nella vita quotidiana. Il Duecento fu un periodo di grande risveglio evangelico che portò alcuni laici ad approfondire l'esperienza cristiana senza far parte di ordini religiosi, ma contribuendo in varie forme assistenziali e di mutuo soccorso. La congregazione scelse, come altre in tutta Italia, l'immagine della Madonna quale figura di riferimento. Furono molte le congregazioni che nacquero a Bergamo nel XIII secolo. Indicata nel 1135 la presenza di luoghi pii di misericordia che dovevano essere si sostegno alle famiglia bisognose, anno in cui fu approvata la riedificazione della chiesa di Santa Maria Maggiore:
(Theatrum Vitae Humanae)
L'Opera Pia Misericordia Maggiore venne fondata a Bergamo nel 1265, poi solo MIA, con l'apporto dei personaggi di maggior rilievo nel contesto bergamasco del tempo e da Pinamonte da Brembate, frate appartenente all'ordine dei predicatori, e che morì l'anno successivo alla fondazione, ed è il primo indicato nell'elenco dei membri, egli scrisse il primo ordinamento detto Regola. La scrittura latina riporta molte parole abbreviate, a questo si rifà il termine MIA che sta per m(isericor)ia. Nascerà quindi con il termine completo di Misericordia per diventare successivamente solo MIA.
(Manoscritto di fondazione - Archivio fondazione MIA)
Pinamonte non fu il solo fondatore, ma sicuramente l'esaminatore, colui che doveva controllare la rettitudine dei nuovi iscritti, per primo è inserito nell'elenco degli uomini associati, elenco andato perduto, mentre quello della iscritte femminili, ancora visionabile, riporta quasi un migliaio di iscritte. I fondatori furono molti: cun auctoritate et voluntate nella figura del vescovo Erbordo, che ne autorizzò la fondazione dando la prima indulgenza, com voluntate et consilio identificabili nei prelati più importanti della cattedrale vincenzina come l'arcidiacono Guiscardo poi vescovo, l'arciprete Bertolotto, e alcuni laici, per questo ben accolta sia dal capitolo di San Vincenzo che da quello di Sant'Alessandro in Colonna.
Pinamonte, coadiuvato dal vescovo Algisio da Rosciate prima, il quale fondò nel 1253 la Milizia della Santa Croce, e dal vescovo Erbordo poi, suo confratello, scrisse la prima stesura dell'ordinamento, raccolto in dieci capitoli detti Regula del pio consorzio, e conservato presso la biblioteca civica di città alta.
La Regola o Ordinamento riporta nel proemio:
(Proemio della Regola conservato presso la Bibliote4ca civica Angelo Mai)
Gli ideali della fondazione furono da subito molto seguiti, lo si può vedere anche nei dipinti presenti in quel periodo, come la raffigurazione del beato Alberto di Villa d'Ogna  nella chiesa di San Michele al Pozzo Bianco personaggio dedito a opere di carità e assistenza.
Questo prevedeva la lotta all'eresia che doveva essere esercitata sia tramite l'obbedienza al vescovo sia attraverso la testimonianza di fede praticata con azioni individuali e collettive volte all'assistenza e alla carità. Il tutto doveva svolgersi mediante la raccolta di fondi da effettuarsi tra i soci, i cui proventi sarebbero stati consegnati a quattro incaricati, detti canevari, che avrebbero provveduto a farli giungere ai destinatari, ovvero tutti coloro che versavano in condizioni economiche disagiate: emarginati, vedove, orfani, malati ed infermi, che ricevevano aiuti volti alla loro sussistenza, ma anche attenzioni morali.
La congregazione si riuniva ogni due settimane presso la chiesa di San Vincenzo al fine di raccogliere le elemosine tra i confratelli, appartenenti per lo più a ceti elevati, e di ascoltare le predicazioni. Era presieduta da un organo di governo laico facente capo ad un ministro, coadiuvato da dodici consiglieri eletti mediante un meccanismo che ne garantiva l'alternanza. A questi si aggiungeva anche il partone, figura scelta tra i canonici del duomo, che aveva la funzione di far rispettare la regola della congregazione e di regolare i rapporti con le autorità. Nel tempo furono ben 130 le congregazioni della Misericordia indipendenti sul territorio di Bergamo, come indicato nell'elenco redatto da Angelo Roncalli ricostruito delle relazioni delle visite pastorali di san Carlo Borromeo nel 1575 nella diocesi di Bergamo.

### Il Medioevo
In età comunale, dalla seconda metà del XII secolo, il comune di Bergamo era caratterizzato dal conflitto tra popolo e aristocratici. Dai primi decenni del Duecento, il comune era governato dalla parte popolare, in particolare modo dalla Società del popolo, che aveva tra i principali esponenti la famiglia guelfa dei Rivola, mentre il partito aristocratico era guidato delle famiglie ghibelline Suardo e Colleoni.
In questo contesto fatto di lacerazioni e divisioni, la MIA riuscì a far convivere al proprio interno elementi, laici ed ecclesiastici, appartenenti a fazioni opposte e di differente estrazione culturale e sociale, rendendosi di fatto un'istituzione super partes. 

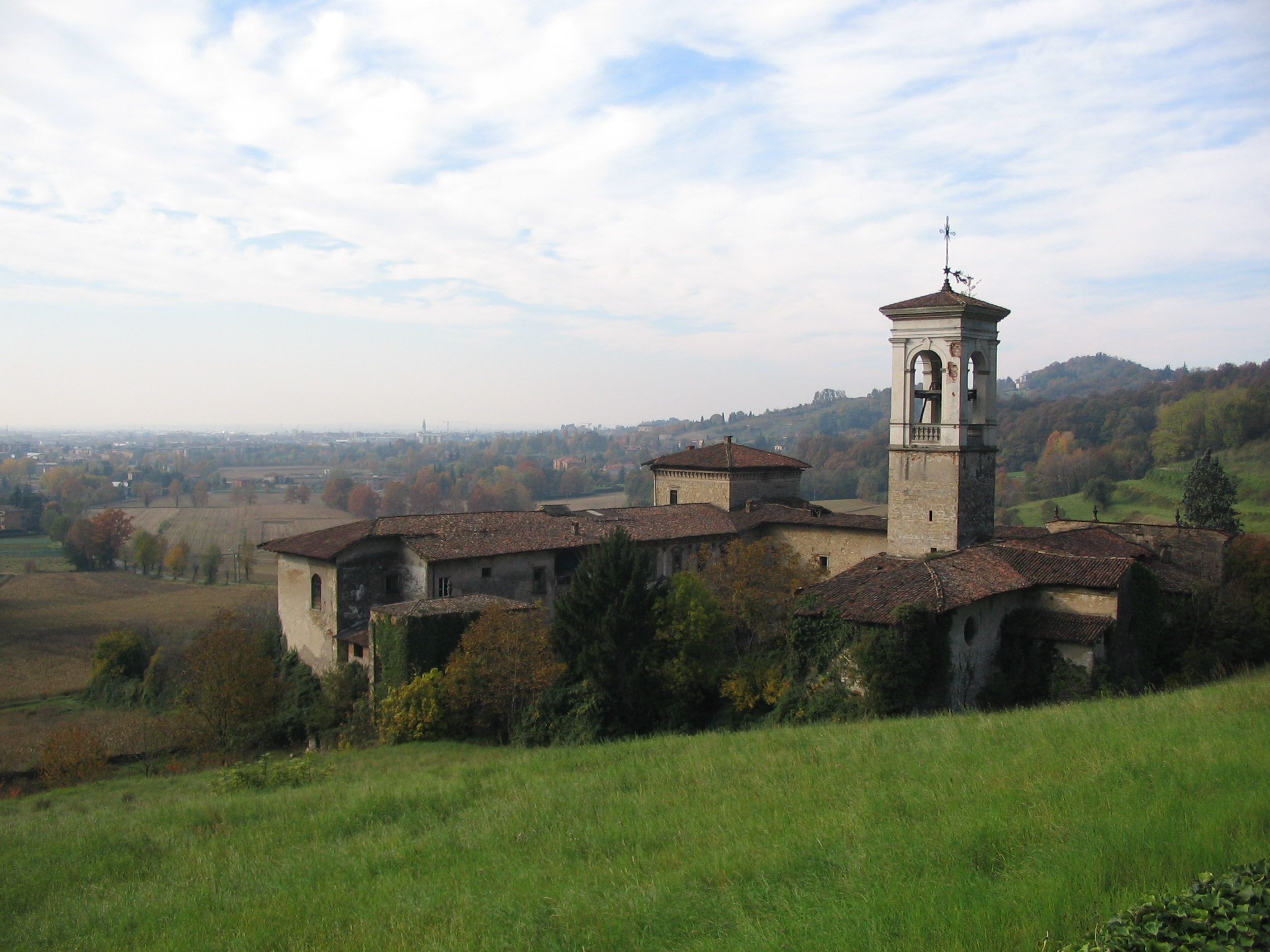
Il monastero di Astino

A Castel Goffredo, in provincia di Mantova, nel 1288, sorse una congregazione chiamata Congregazione della Misericordia di Santa Maria e Sant'Erasmo che si rifaceva alla Congregazione della Misericordia Maggiore di Bergamo. Ebbe la sua sede nella Chiesa di Santa Maria del Consorzio.
Nel Trecento erano molti i beni e i possedimenti della MIA che ritenne di dover incaricare un notaio di fiducia che sapesse tenere l'inventario dei beni, fu quindi nominato Girardo Soiari. Di lui rimane testimonianza di grande fedeltà alla fondazione, non solo come notaio ma anche come associato; questi andava nelle case dei malati e degli appestati della peste del 1360, e raccoglieva le ultime volontà portando conforto incurante della malattia, venendo contagiato e morendo di peste, di lui rimane il primo inventario: bona et res immobilia, ficta et possesiones consorcii Misericordie Maioris domine Sancte Marie de Pergamo.
Dopo aver assorbito, nel 1305, il Consorzio del Santo Sepolcro o  consorzio dell'ospedale di Astino, che confluì nella MIA portando in dote il Monastero di Astino e i terreni circostanti, noti come Valle di Astino, nel corso del XIV secolo la congregazione poté contare su un numero sempre maggiore di lasciti e acquisizioni che la portarono a garantirsi ingenti possedimenti fondiari nella pianura bergamasca, su tutti quelli presso Verdello minore e Boltiere. Quest'ultimo venne ottenuto tramite il lascito dei maestri Lorenzo e Giacomo de Apibus degli Artifoni di Almenno (risalente al 1337), che in cambio vincolava la congregazione a impegnarsi al fine di permettere ai ragazzi indigenti di accedere agli studi letterari e religiosi.
La fondazione MIA si trovò a gestire molte proprietà dovendo quindi provvedere a modificare l'organizzazione per evitare che vi entrassero ad amministrare interessi personali. L'8 marzo 1394 furono convocati gli iscritti in una assemblea extrastatutaria dove si decise che nessun consigliere poteva votare se stesso e i propri parenti, proibendo che fossero rieletti il ministro e i quattro canevari uscenti, diventando questi ben sette di cui uno generale. Questa decisione presa in modo tanto determinata fa presupporre che vi erano stati casi di interessi privati troppo evidenti. Serviva tornare all'originale progetto della fondazione MIA basata sulla carità. La nuova Regola fu scritta da un giudice. Se nel primo secolo della fondazione vi era una massiccia presenza femminile, dal 1339 non fu più permesso alle donne di iscriversi.
Con il tempo anche il comune instaurò un rapporto sinergico con la MIA, tanto da garantirle il proprio appoggio politico-economico, delegandole funzioni nel campo della pubblica assistenza e della cosa pubblica. In tal senso un passo fondamentale si ebbe nel 1449 quando lo stesso comune di Bergamo, considerando il cattivo andamento economico della fabbrica della basilica di Santa Maria Maggiore, decise di affidare alla congregazione la conclusione dei lavori e la gestione della stessa. A questa situazione però si oppose il clero locale, in prima fila il vescovo Giovanni Barozzi, che chiese la revoca dell'assegnazione. La MIA si rivolse quindi alle massime autorità politiche ed ecclesiastiche del tempo, ottenendo l'appoggio sia della Repubblica di Venezia che di papa Niccolò V, il quale emise un'apposita bolla nella quale sancì l'autonomia della basilica e del consorzio dalla giurisdizione vescovile. Tuttavia nemmeno questo bastò per dirimere definitivamente la questione, tanto che la Congregazione decise di far demolire il battistero, opera di Giovanni da Campione, presente in Santa Maria Maggiore e di farlo riedificare nel vicino duomo, al fine di impedire al Vescovo di entrare nella basilica durante le sue visite pastorali.

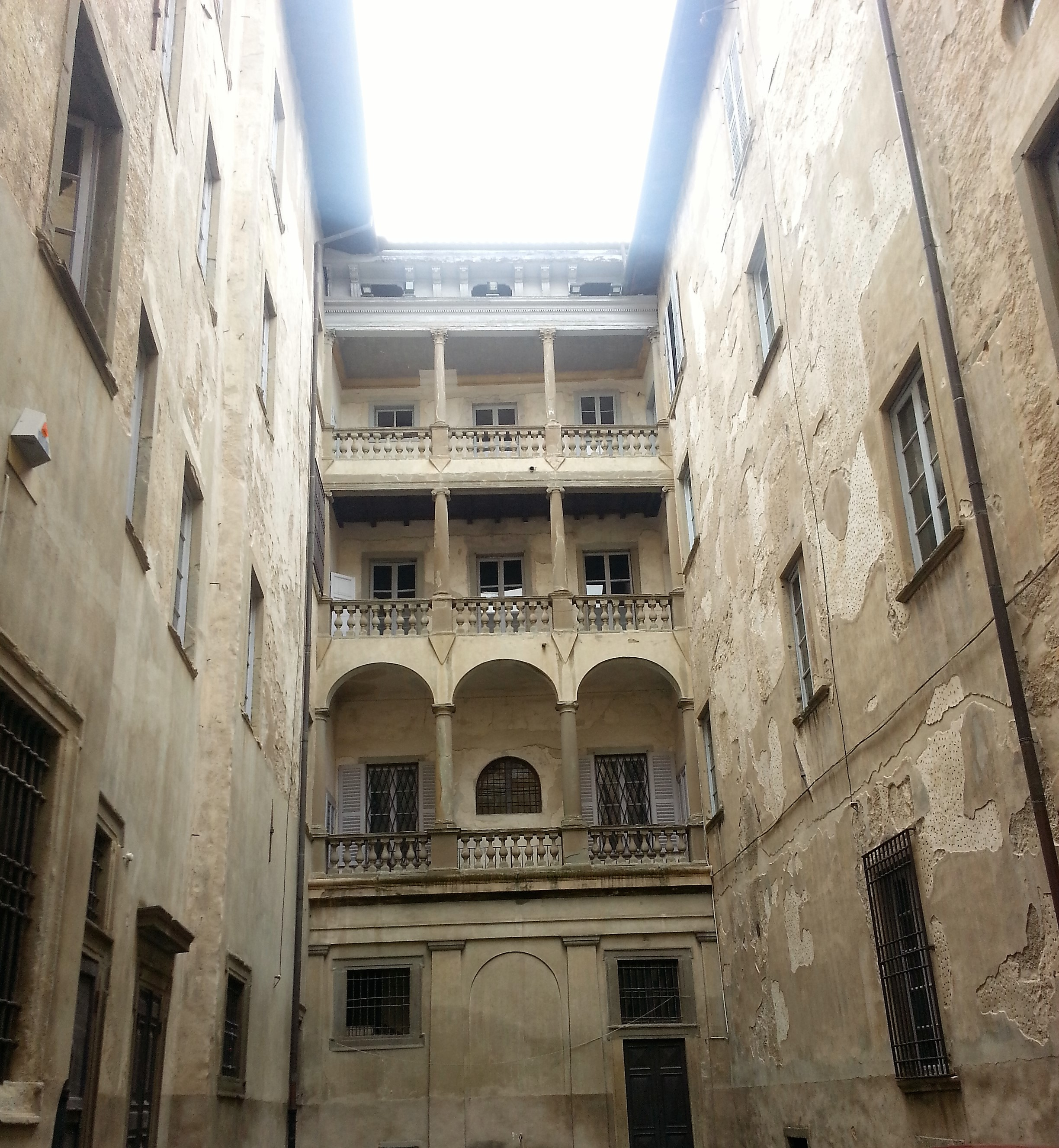
Fondazione MIA - cortile Interno

Quindi la MIA affiancò alle mansioni caritatevoli e assistenziali anche quelle inerenti alla gestione della basilica stessa, che comportarono interventi di recupero e miglioramenti artistici. Le attività, in continua espansione, aumentarono al pari delle donazioni, tanto da costringere la MIA a trasferire la propria sede, originariamente collocata in zona Sant'Eufemia, nella vicinia di San Salvatore, in un edificio che poteva comprenderne tutte le funzioni.
A partire dal 1460 si presentò un'altra disputa, questa volta con il condottiero Bartolomeo Colleoni, il personaggio più in vista della città in quegli anni. Questi decise, unilateralmente, di far demolire la sagrestia della basilica al fine di farvi costruire la sua cappella funebre, in seguito nota come Cappella Colleoni. La controversia si risolse qualche anno più tardi, con il Colleoni che fece ricostruire, a sue spese, una nuova sagrestia in posizione dislocata rispetto alla precedente, e donò una cospicua somma alla congregazione.
Le deputazioni sono stati il metodo di amministrazione della fondazione MIA in età moderna. Consisteva nell'assegnare a ogni presidente un incarico ben preciso, quindi la gestione di una proprietà o di un affare. Con l'incremento dei beni della congregazioni, le deputazioni divennero non più incarichi saltuari ma fisse e sempre di maggior numero. I deputati venivano votati annualmente e dovevano occuparsi sia della basilica mariana, che dell'accademia dei chierici, oltre alle opere di carità. Gli incaricati dovevano avere caratteristiche personali importanti debito riguardo adella capacità, genio, attitudine, ed interesse di ciascheduno. I consiglieri ogni anno venivano eletti con il metodo della cooptazione, quello uscente indicava il nome del suo successore.

### L'età moderna
Il Quattrocento vide la città e il territorio di Bergamo particolarmente colpito dalle lotte tra i guelfi e i ghibellini fino alla prima metà, nonché, pur se la dominazione veneta era stabilita in città, vi era ancora molto interessamento da parte dei Visconti di Milano. Malgrado tutto questo la fondazione MIA continuò la sua attività caritativa. Nel 1498 fu redatto il nuovo statuto. Esso aboliva completamente le assemblee plenarie, sostituendole con incontri tra i componenti di un direttivo. I membri di quest'organo erano figure, portanti il titolo di presidenti, parte delle più importanti famiglie presenti nell'amministrazione comunale.
All'inizio del XVI secolo la MIA fondò la “Cappella musicale”, scuola per strumentisti e cantori. Inoltre istituì, il 26 gennaio 1506 per i propri aggregati, una scuola di grammatica. Quest'ultima, dopo essere stata trasformata in Accademia nel 1566, a partire dal XVII secolo venne ribattezzata Collegio Mariano, diventando in pratica il primo liceo della città di Bergamo. Nel 1531 la MIA aprì a Padova un collegio universitario per studenti dell'Università di Padova provenienti da Bergamo che, nonostante diversi spostamenti, ebbe la sua sede più duratura in un edificio situato a poca distanza dal Collegio Pratense. Il collegio, conosciuto semplicemente come Collegio della Misericordia Maggiore di Bergamo, ebbe vita breve, venendo chiuso già nel 1542. Tutte queste iniziative erano gestite attraverso il sistema delle deputazioni.

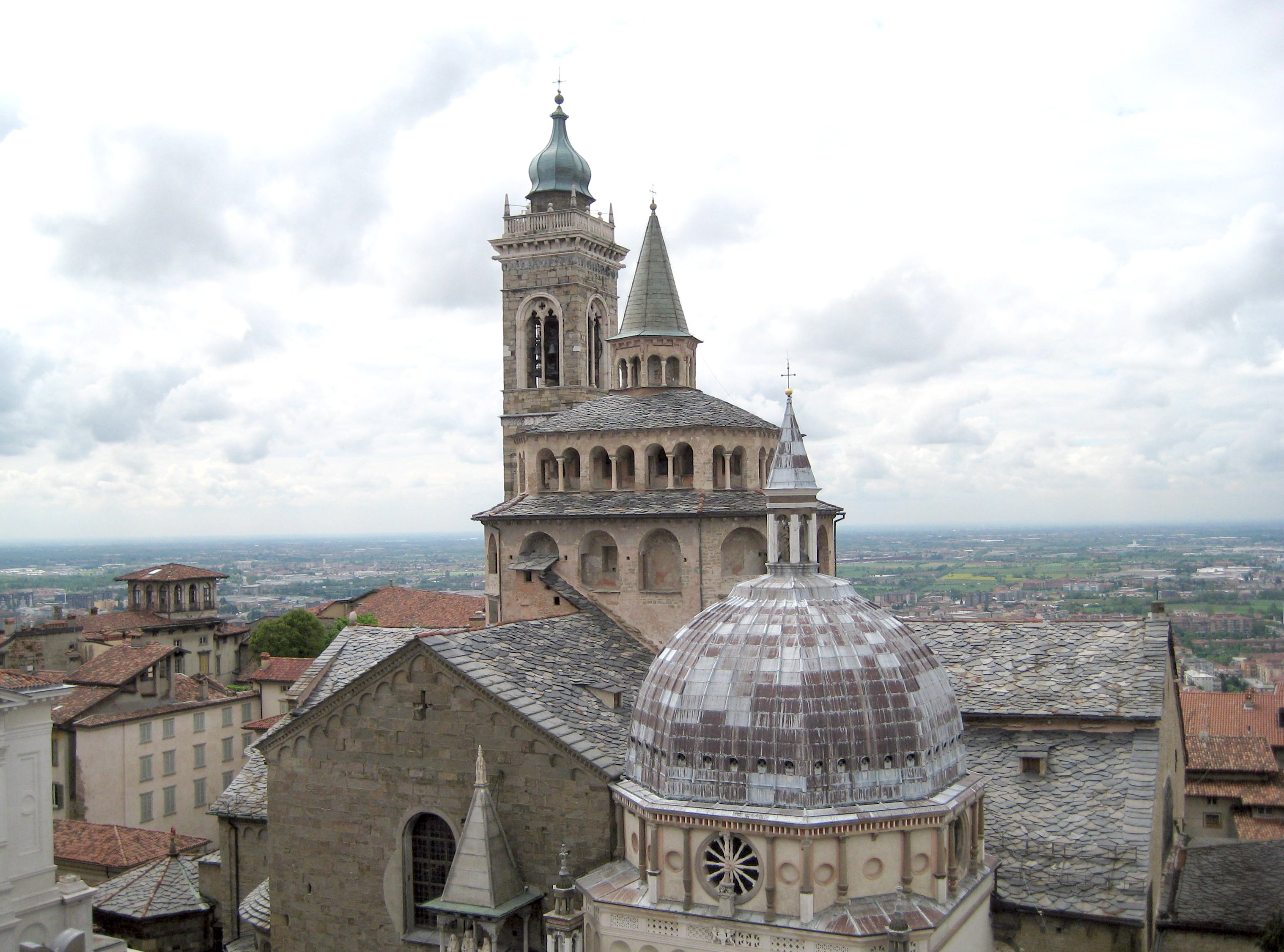
La basilica di Santa Maria Maggiore

Particolarmente importante fu la congregazione per gli abitanti di Bergamo, nei difficili momenti della peste, sia di quella del 1512, quando cinquecento poveri, per sfuggire al contagio si chiusero nella cittadella con il solo sostegno dei soci la confraternita. e nella peste del 1630 quando fu distribuito il pane nel cortile della Misericordia. Documentata che durante la calca perirono alcuni, dei troppi mendicanti.
Le offerte nel XVI secolo erano davvero numerose così come i lasciti testamentari che crearono a volte alcuni screzi. Tra questi va ricordato il contenzioso con Guardino Colleoni del 1571, la cui moglie Dorotea alla morte aveva dettato un lascito testamentario a favore della congregazione che aveva incaricato il notaio Pietro Poncino a propria difesa, il quale, dopo esser stato minacciato da Francesco, figlio del Colleoni, dovette ritirarsi dall'incarico perché ebbe timore non solo per la propria incolumità, ma anche per quella dei suoi familiari. A suo sostegno tutti i consiglieri si schierarono a suo appoggio e l'8 gennaio 1571 il notaio vinse la causa contro il Colleoni.
Con il passare degli anni le proprietà e le rendite aumentarono tanto da essere stimate, all'inizio del XVII secolo, in 2,5 milioni di lire veneziane e 24.000 pertiche bergamasche (circa 1.500 ettari) tra terreni agricoli (per lo più nella pianura bergamasca a Fara Olivana, Comun Nuovo, Spirano, Verdello, Boltiere e Bonate Sopra), case e negozi. Le entrate annue erano pari a 136.000 lire (delle quali 92.000 derivanti dalle proprietà fondiarie), mentre tra le spese l'assistenza ai bisognosi incideva al 45% e la gestione della basilica al 29%. L'attività di assistenza interessava 7.000 persone povere iscritte alle locali liste e 400 tra malati e partorienti, a fronte di una popolazione cittadina di quasi 22.000 abitanti, ai quali venivano garantite sussistenza, nella forma di pane prodotto in proprio (440.000 pani nel solo anno 1601) e assistenza diretta.
Tuttavia proprio in quegli anni si verificò un'importante diminuzione delle entrate provenienti dalle donazioni a causa della normativa, emanata dal governo veneto, volta a contrastare la manomorta, ovvero la formazione di patrimoni immobiliari e fondiari (sia civili sia ecclesiastici), la cui esistenza era perpetua e la proprietà inalienabile. Inoltre con la fine della Repubblica di Venezia e la conseguente instaurazione della napoleonica Repubblica Cisalpina la MIA, così come di tutti gli altri enti operanti negli ambiti di assistenza e carità, perse la propria autonomia confluendo, nel 1808, nella congregazione di Carità, riuscendo comunque a mantenere tutti i possedimenti e le rendite pur vedendosi revocata la gestione economica.
All'inizio del XIX secolo si verificò una crisi irreversibile nella gestione delle scuole della MIA: il “Collegio Mariano” confluì nel liceo cittadino, mentre la “Cappella musicale” lasciò spazio alla “Pia Scuola di musica”, gestita unitamente al maestro Johann Simon Mayr con l'obiettivo di permettere ai ragazzi appartenenti ai ceti meno abbienti di poter accedere allo studio di strumenti musicali e canto. Questa riscosse un grande successo, sia quantitativamente che qualitativamente (qui si formarono il compositore Gaetano Donizetti e il tenore Giovanni Battista Rubini), diventando in breve divenne un punto di riferimento in città e provincia. Nel 1958 questa scuola passò sotto il controllo della pubblica amministrazione che la trasformò nel “Civico Conservatorio musicale”.

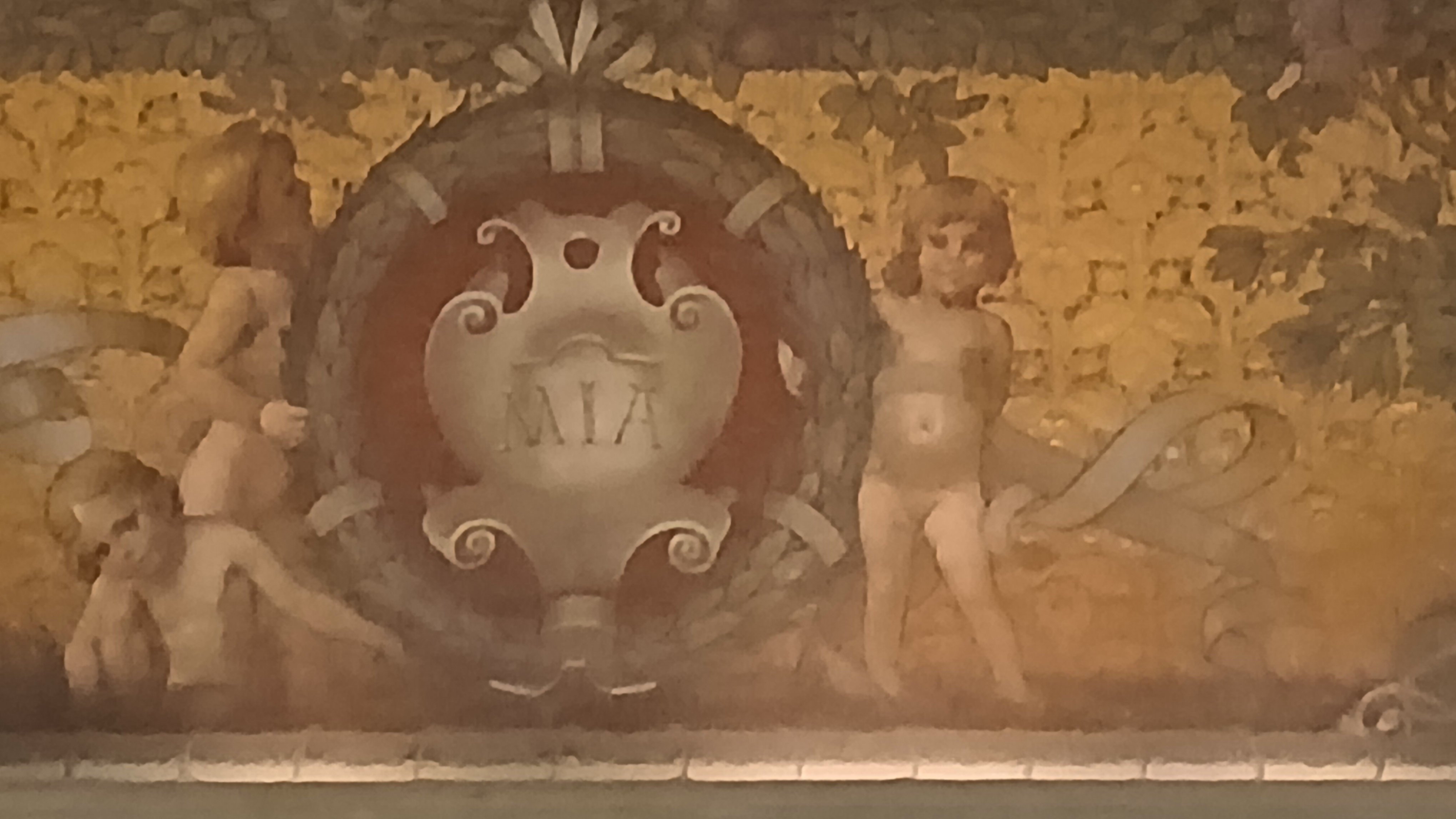
Affresco della sala Piatti a Bergamo

Dal 1937 la gestione venne delegata all'Ente Comunale di Assistenza, che se ne occupò fino al 1978, quando la congregazione riacquisì una certa autonomia grazie al D.P.R. 616/1977 che definiva il trasferimento della gestione degli organi assistenziali ai comuni, fatta eccezione per le Istituzioni Pubbliche di Assistenza e Beneficenza inerenti all'ambito educativo – religioso, lo stesso nel quale venne riconosciuta la congregazione. L'ultimo passo in ordine cronologico avvenne nel 2004 quando la MIA divenne una Fondazione, amministrata da nove Consiglieri nominati dal Sindaco di Bergamo.
Dal 2004 la “Congregazione della Misericordia Maggiore di Bergamo”, già “Opera Pia”, è ora Fondazione MIA con i suoi 750 anni, è l'istituzione più antica della città di Bergamo.

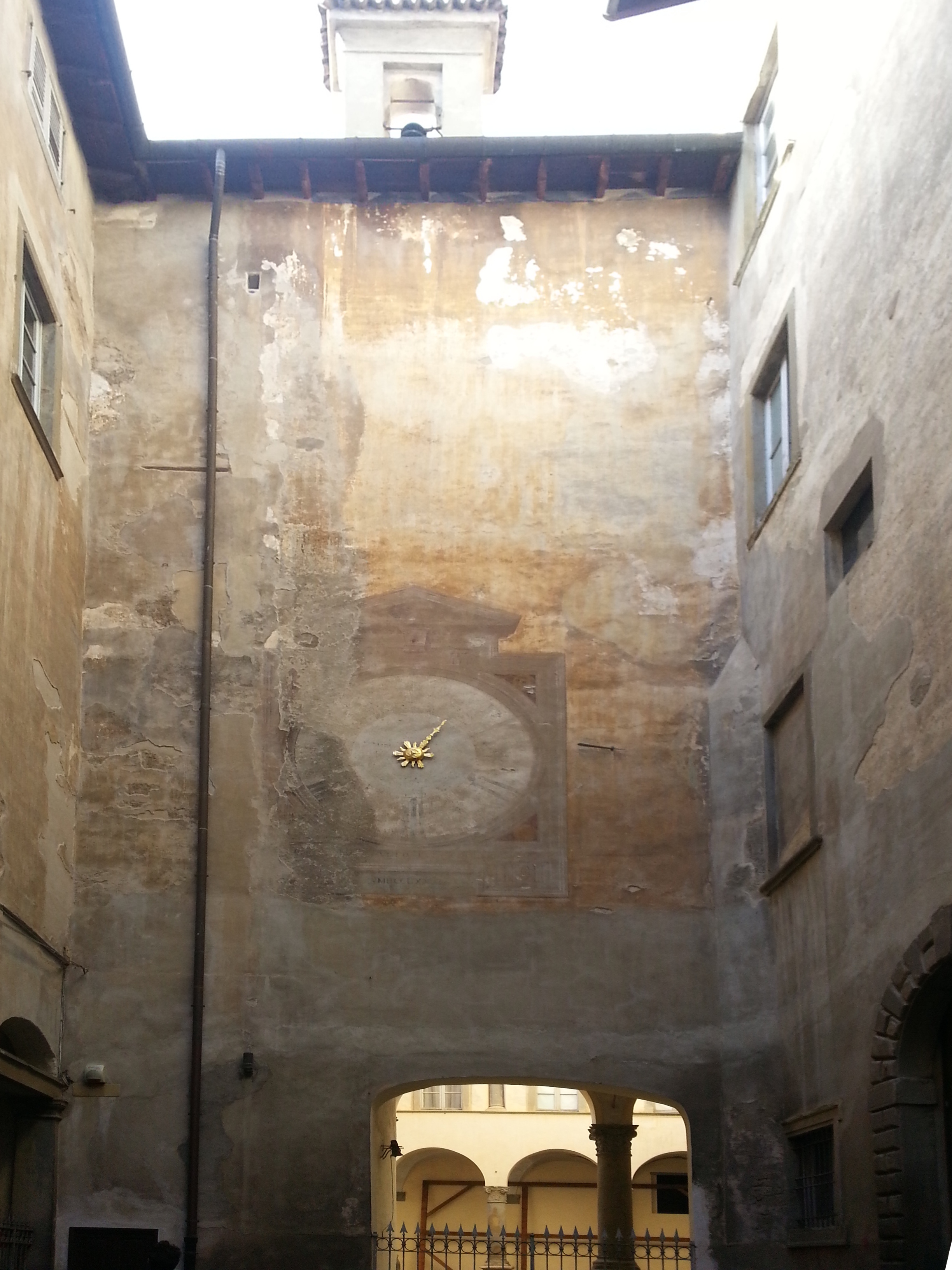
Orologio esterno all'ingresso della Fondazione MIA

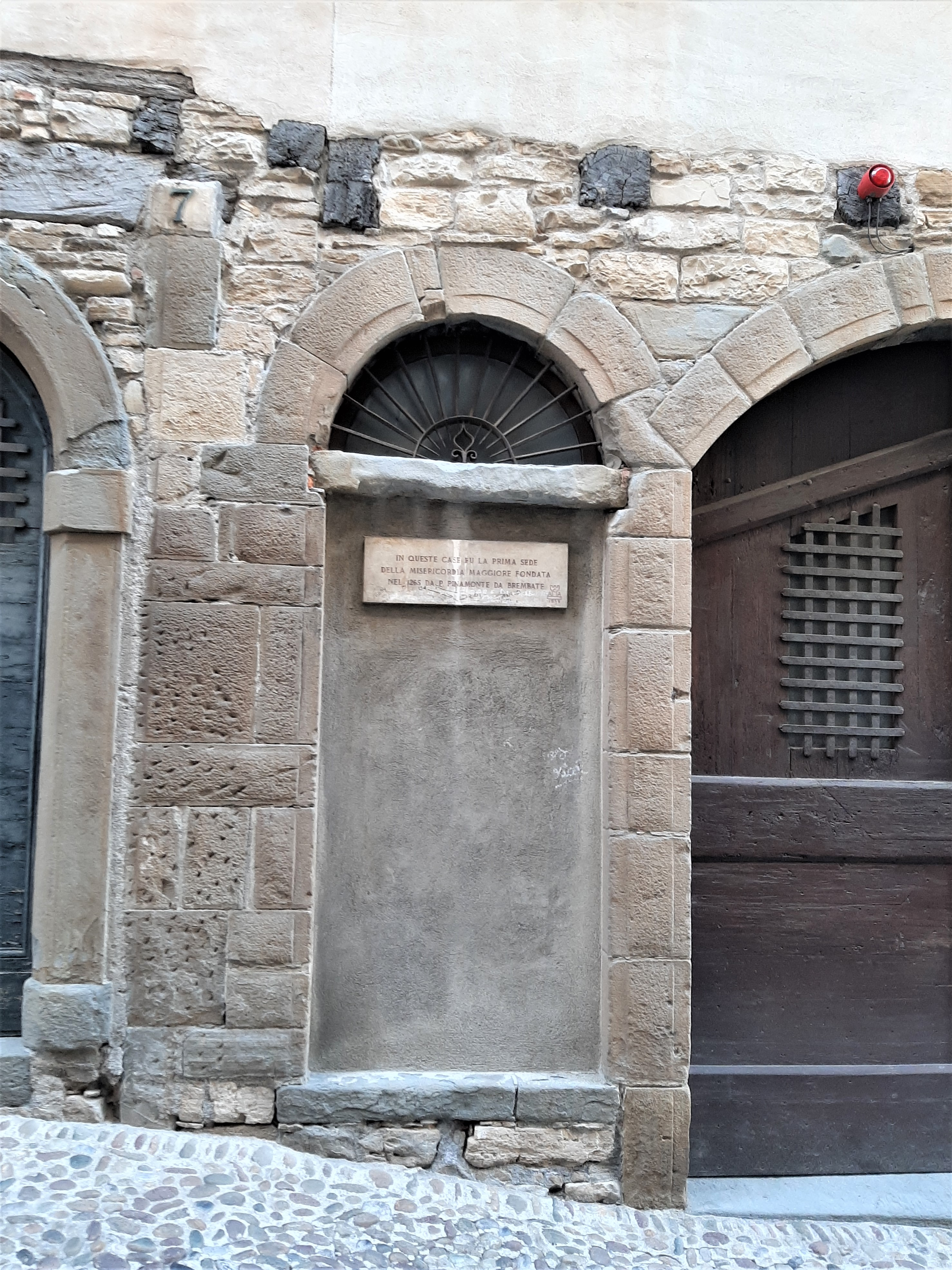
Antica casa Fondazione MIA-via della Rocca

## Domus Magna
La fondazione non ebbe da subito una sede fissa, i confratelli giravano la città portando i generi alimentari ai più poveri. Fu quindi necessario avere un magazzino per la raccolta delle donazioni. Nei primi decenni fu costruito un fabbricato in legno, in piazza del duomo dove poi fu edificata la Cappella Colleoni, a uso di dispensa, conosciuta con il nome di domus Misericordie che fu però distrutta nel 1284. Nel 1296 fu costruito un edificio in pietra vicino al palazzo comunale dalla capienza di raccogliere un quintale di grano. La riserva in vino veniva conservata nei locali presso la vicinia di San Cassiano nel palazzo detto casa dei Giudici. Per tutto il XIII secolo le assemblee continuarono a tenersi nella chiesa di San Vincenzo, dove venivano conservati anche tutti i documenti in un grande arca-banco. I locali furono distrutti nel 1296 e si decise di spostare la sede della MIA, inizialmente in prossimità della vicinia di Sant'Eufemia.
Nei primi anni del Trecento fu quindi acquistata una nuova sede completa di aule per le riunioni. Questa rimase sede fino al 1447 quando fu spostata la sede in via Arena. Il palazzo era di proprietà del comune, che lo aveva acquistato dalla famiglia Colleoni, e che necessitando di fondi, lo aveva messo in vendita. Questo era però d'interesse di molti nobili cittadini. Il palazzo fu acquistato dalla MIA a un prezzo di 23000 lire imperiali, diventando la Domus Magna, per le sue grandi dimensioni. Il palazzo però necessitava di adeguamenti che crearono subito dissapori con i vicini, in particolare con Antonio Bonghi e importante giurista, che iniziò una lunga e complessa causa legale. Il Bonghi morì assassinato nel 1484 questo portò fine alla disputa legale. 
La Fondazione, ebbe l'incarico di amministrare la chiesa di Santa Maria Maggiore.